# Cylindroleberis teres
Cylindroleberis teres är en kräftdjursart som beskrevs av Georg Ossian Sars 1869. Cylindroleberis teres ingår i släktet Cylindroleberis och familjen Cylindroleberididae. Inga underarter finns listade i Catalogue of Life.